# Ентоні Перкінс
Ентоні Перкінс (англ. Anthony Perkins  4 квітня 1932, Нью-Йорк — 12 вересня 1992, Лос-Анжелес) — американський актор та режисер. Вважався одним із найбільш багатообіцяючих знаменитостей середини ХХ століття. Його найвідоміша роль — маніяка Нормана Бейтса в трилері Альфреда Гічкока «Психо».

## Біографія
- В 15 років вийшов на театральну сцену.
- Закінчив Колумбійський університет.
- Почав свою роботу в кінематографі як актор у 1953 році. Знявся в фільмі режисера Джорджа К'юкора «Актриса».
- Згодом в 1956 отримав роль у фільмі Вільяма Вайлера «Дружнє напучування» за який отримав премію Золотий глобус як самий перспективний дебютант.
- Особливості його зовнішності та характеру блискуче використав Ентоні Ман у своєму вестерні «Жерстяна зірка» в 1957. Він зіграв роль шерифа, геть молодого хлопця, який щойно став на службу, фактично нічого не знаючи і не вміючи. Протягом фільму Ентоні вчиться влучно стріляти та боротися зі злом.
- В 1960 вийшов найвідоміший фільм за його участі — «Психо». Він зіграв роль психічно неврівноваженого маніяка Нормана Бейтса. Публіці так запам'ятався його образ, що вона не могла уявити його в іншій ролі. Парадоксально, але всесвітня відомість стала для нього фатальною.
- Всі наступні фільми не були популярними і кар'єра почала падати вниз.

Він знявся в продовженні знаменитого трилеру «Психо» та спробував себе в ролі режисера третьої частини «Психо»
- Ентоні Перкінс помер у віці 60 років від пневмонії, яка з'явилася внаслідок СНІДу.

## Особисте життя
Ентоні Перкінс був гомосексуалом, що тривалий час проходив терапію зі зміни своєї орієнтації.
Його дружина, акторка, фотографка та модель Беррі Беренсон, загинула на одному з літаків під час терактів 11 вересня 2001 року.
Його старший син — Оз Перкінс — актор, відомий за такими фільмами, як «Білявка в законі» і «Недитяче кіно», молодший — Елвіс Перкінс — музикант.

## Фільмографія
- 1953 — «Актриса» / The Actress
- 1956 — «Дружнє напучування» / Friendly Persuasion
- 1958 — «Любов під в'язами» / Desire Under the Elms
- 1958 — «Цей сердитий вік» / This Angry Age (Barrage contre le Pacifique)
- 1959 — «На березі» / On The Beach
- 1960 — «Психо» / Psycho
- 1961 — «Чи любите ви Брамса?»
- 1962 — «Процес» / Le Proces
- 1963 — «Меч і ваги» (Le glaive et la balance) — Джоні Парсон
- 1966 — «Чи горить Париж?» / Paris brûle-t-il?
- 1968 — «Солодка отрута» / Sweet Poison
- 1971 — «Хтось за дверима» / Quelqu'Un Derriere La Porte
- 1974 — «Вбивство в Східному експресі» / Murder in the Orient express
- 1978 — «Знедолені» / Les Misérables
- 1979 — «Зимове вбивство» / Winter Kills
- 1979 — «Чорна діра» / The Black Hole
- 1979 — «Захоплення в Північному морі» / North Sea Hijack
- 1980 — «Подвійний негатив» / Double Negative
- 1983 — «Гріхи Доріан Грей» / The Sins of Dorian Gray
- 1983 — «Психо 2» / Psycho 2
- 1986 — «Психо 3» / Psycho 3
- 1987 — «Наполеон та Жозефіна» / Napoleon And Josephine: A Love Story
- 1989 — «Дочка темряви» / Daughter Of Darkness
- 1991 — «Психо 4: На початку» / Psycho 4: The Beginning
- 1992 — «Глибоко в лісі» / In The Deep Woods